# Друзь Богдан Дмитрович
Богда́н Дми́трович Друзь (нар. 29 квітня 1998, Лозова, Харківська область, Україна) — український футболіст, воротар.

## Життєпис
Вихованець харківського ХДВУФК-1. Дорослу футбольну кар'єру розпочав у 2017 році в складі ФК «Львів». Дебютував у футболці «городян» 30 липня 2017 року в переможному (4:0) домашньому поєдинку 3-го туру групи А Другої ліги проти хмельницького «Поділля». Богдан вийшов на поле на 84-й хвилині, замінивши Романа Герича. Наприкінці липня 2018 року підписав новий річний контракт з ФК «Львів». 